# Ланцюгова ядерна реакція

Можлива ланцюгова реакція ядерного поділу:
1) Атом урану-235 поглинає нейтрон і ділиться на два (фрагменти поділу), вивільняючи три нових нейтрони та велику кількість енергії зв'язку.
2) Один з цих нейтронів поглинається атомом урану-238 і не продовжує реакцію. Інший нейтрон покидає систему, не поглинаючись. Однак один нейтрон стикається з атомом урану-235, який потім ділиться і виділяє два нейтрони та більше енергії зв’язку.
3) Обидва ці нейтрони стикаються з атомами урану-235, кожен з яких ділиться і випускає кілька нейтронів, які потім можуть продовжити реакцію.

Ланцюго́ва ядерна реакція  — послідовність одиничних ядерних реакцій, кожна з яких викликана частинкою, що є продуктом реакції на попередньому кроці послідовності. Прикладом ланцюгової ядерної реакції є ланцюгова реакція   поділу ядер важких елементів, при якій більшість актів поділу ініційована нейтронами, отриманими при діленні ядер у попередньому поколінні.

## Механізм енерговиділення
Перетворення речовини супроводжується виділенням вільної енергії лише в тому випадку, якщо речовина має запас енергій. Це означає, що мікрочастинки речовини перебувають у стані з енергією спокою більшою, ніж в іншому можливому стані, перехід у який існує. Мимовільному переходу завжди перешкоджає енергетичний бар'єр, для подолання якого мікрочастинка повинна отримати ззовні якусь кількість енергії  — енергії збудження. При екзоенергетичній реакції в наступному за збудженням перетворенні виділяється енергії більше, ніж потрібно для збудження процесу. Існують два способи подолання енергетичного бар'єру: або за допомогою кінетичної енергії частинок що зіштовхуються, або за допомогою енергії зв'язку частинки що приєднується. 
Якщо мати на увазі макроскопічні масштаби енерговиділення, то необхідну для збудження реакцій кінетичну енергію повинні мати всі або спочатку хоча б деяка частка частинок сполуки. Цього можна досягти лише при підвищенні температури середовища до величини, при якій енергія теплового руху наближається до величини енергетичного порогу, який обмежує перебіг процесу. У разі молекулярних перетворень, тобто хімічних реакцій, таке підвищення зазвичай становить сотні кельвінів, у випадку ж ядерних реакцій  — це мінімум 107 К через дуже велику висоту кулонівських бар'єрів ядер, що стикаються. Теплового збудження ядерних реакцій вдалося досягти на практиці лише при синтезі найлегших ядер, у яких кулонівських бар'єри мінімальні (термоядерний синтез). 
Збудження приєднанням частинок не вимагає великої кінетичної енергії, і, отже, не залежить від температури середовища, оскільки відбувається за допомогою невикористаних зв'язків, притаманних частинкам сил тяжіння. Але зате для збудження реакцій необхідні самі частинки. І якщо знову мати на увазі не окремий акт реакції, а отримання енергії в макроскопічних масштабах, то це можливо лише при виникненні ланцюгової реакції. Остання ж виникає, коли частинки, які збуджують реакцію, знову з'являються як продукти екзоенергетичної реакції. 

## Ланцюгові реакції
Ланцюгові реакції широко розповсюджені серед хімічних реакцій, де роль частинок з невикористаними зв'язками виконують вільні атоми або радикали. Механізм ланцюгової реакції при ядерних перетвореннях можуть забезпечити нейтрони, що не мають кулонівського бар'єру та збуджувальні ядра при поглинанні. Поява в середовищі необхідної частинки викликає ланцюг наступних, одна за одною реакцій, яка триває до обриву ланцюга внаслідок втрати частинки - носія реакції. Основних причин втрат дві: поглинання частинки без випускання вторинної та вихід частинки за межі об'єму сполуки, яка підтримує ланцюговий процес. Якщо в кожному акті реакції з'являється лише одна частинка-носій, то ланцюгова реакція називається нерозгалуженою. Нерозгалужена ланцюгова реакція не може привести до енерговиділення у великих масштабах. 
Якщо в кожному акті реакції або в деяких ланках ланцюга з'являється більш ніж одна частинка, то виникає розгалужена ланцюгова реакція, бо одна з вторинних частинок продовжує розпочатий ланцюг, а інші дають нові ланцюги, які знову гілкуються. Однак, з процесом розгалуження конкурують процеси, що призводять до обривів ланцюгів, і ситуація що складається породжує специфічні для розгалужених ланцюгових реакцій граничні або критичні явища. Якщо число обривів ланцюгів більше, ніж число нових ланцюгів, то самопідтримувана ланцюгова реакція (СЛР) є неможливою. Навіть якщо її збудити штучно, ввівши у середовище якусь кількість необхідних частинок, то, оскільки число ланцюгів в цьому випадку може лише зменшуватися, розпочатий процес швидко згасає. Якщо ж число нових ланцюгів перевершує кількість обривів, ланцюгова реакція швидко поширюється по всьому об'єму сполуки при появі хоч би однієї початкової частинки. 
Область станів речовини де розвиток ланцюгової самопідтримувальної реакції можливий відділена від області, де ланцюгова реакція взагалі неможлива, критичним станом. Критичний стан характеризується рівністю між числом нових ланцюгів та числом обривів. 
Досягнення критичного стану визначається низкою факторів. Поділ важкого ядра збуджується одним нейтроном, а внаслідок акту поділу з'являється більш ніж один нейтрон (наприклад, для 235U кількість нейтронів, які виникли в одному акті поділу, в середньому дорівнює 2,34). Отже, процес поділу може породити розгалужену ланцюгову реакцію, носіями якої будуть нейтрони. Якщо швидкість втрат нейтронів (захоплень без поділу, вилетів з реакційного об'єму тощо) компенсує швидкість розмноження нейтронів таким чином, що ефективний коефіцієнт розмноження нейтронів в точності дорівнює одиниці, то ланцюгова реакція проходить в стаціонарному режимі. Введення негативних зворотних зв'язків між ефективним коефіцієнтом розмноження та швидкістю енерговиділення дозволяє здійснити керовану ланцюгову реакцію, яку використовують, наприклад, в ядерній енергетиці. Якщо коефіцієнт розмноження більший ніж одиниця, то ланцюгова реакція розвивається експоненціально; некеровану ланцюгову реакцію поділу використовують в ядерній зброї. 